# CMTM8
CMTM8 (англ. CKLF like MARVEL transmembrane domain containing 8) – білок, який кодується однойменним геном, розташованим у людей на 3-й хромосомі. Довжина поліпептидного ланцюга білка становить 173 амінокислот, а молекулярна маса — 19 572.
| 10         |  | 20         |  | 30         |  | 40         |  | 50         |
| ---------- |  | ---------- |  | ---------- |  | ---------- |  | ---------- |
| MEEPQRARSH |  | TVTTTASSFA |  | ENFSTSSSSF |  | AYDREFLRTL |  | PGFLIVAEIV |
| LGLLVWTLIA |  | GTEYFRVPAF |  | GWVMFVAVFY |  | WVLTVFFLII |  | YITMTYTRIP |
| QVPWTTVGLC |  | FNGSAFVLYL |  | SAAVVDASSV |  | SPERDSHNFN |  | SWAASSFFAF |
| LVTICYAGNT |  | YFSFIAWRSR |  | TIQ        |  |            |  |            |

A: Аланін

C: Цистеїн

D: Аспарагінова кислота

E: Глутамінова кислота

F: Фенілаланін

G: Гліцин

H: Гістидин

I: Ізолейцин

L: Лейцин

M: Метіонін

N: Аспарагін

P: Пролін

Q: Глутамін

R: Аргінін

S: Серин

T: Треонін

V: Валін

W: Триптофан

Кодований геном білок за функцією належить до цитокінів. 
Задіяний у таких біологічних процесах, як хемотаксис, альтернативний сплайсинг. 
Локалізований у цитоплазмі, ядрі, мембрані.